# Liste portugiesischer Metalbands
Die Liste portugiesische Metalbands zählt namhafte portugiesische Musikgruppen aus dem Genre Metal auf. Hard-Rock-Bands werden nur in die Liste aufgenommen, insofern sie auch Metal spielen. Zur Aufnahme in die Liste muss Wikipediarelevanz vorhanden sein.

## Liste
| Name                 | Gründung   | Auflösung | Herkunft      | Genre(s)                                         | Anmerkungen |
| -------------------- | ---------- | --------- | ------------- | ------------------------------------------------ | ----------- |
| Abominamentum        | 2019       |           | Lissabon      | Funeral Doom                                     |             |
| Ava Inferi           | 2005       |           | Almada        | Atmospheric Doom, Gothic Metal, Dark Metal       |             |
| Before the Rain      | 1997       |           | Setúbal       | Death Doom, Gothic Metal                         |             |
| Bosque               | 2005       |           | Vila do Conde | Funeral Doom, Drone Doom                         |             |
| Carma                | 2012       |           | Coimbra       | Funeral Doom                                     |             |
| Desire               | 1994, 2017 | 2015      | Lissabon      | Death Doom, Gothic Metal                         |             |
| Gaerea               | 2016       |           | Porto         | Black Metal                                      |             |
| Hanged Ghost         | 2010       |           |               | Death Doom, Funeral Doom                         |             |
| Heavenwood           | 1992       |           |               | Metal                                            |             |
| Hills Have Eyes      | 2006       |           | Setúbal       | Metalcore                                        |             |
| Moonspell            | 1989       |           | Brandoa       | Black Metal, Dark Metal, Gothic Metal            |             |
| More Than a Thousand | 2001       | 2016      | Setúbal       | Metalcore                                        |             |
| Oak                  | 2017       |           | Porto         | Funeral Doom                                     |             |
| Okkultist            | 2016       |           | Lissabon      | Death Metal, Black Metal                         |             |
| Ramp                 | 1989       |           | Seixal        | Thrash Metal, Groove Metal                       |             |
| Sinistro             | 2011       |           | Lissabon      | Doom Metal, Progressive Metal, Alternative Metal |             |